# رد بول آربی۱۱
رد بول آربی۱۱ (به انگلیسی: ‎Red Bull RB11‎) یک خودروی مسابقه‌ای فرمول یک بود که توسط آدریان نوی، راب مارشال و دن فالوز طراحی شد و توسط تیم اینفینیتی رد بول ریسینگ برای شرکت در مسابقات فرمول یک فصل ۲۰۱۵ ساخته شد. دنیل ریکاردو و دانیل کویات رانندگانی بودند که در این فصل با این خودرو رانندگی کردند.
پیشرانهٔ این خودرو از نوع وی۶ ‎۹۰°‎ توربو با حجم ۱۶۰۰ سی‌سی بوده و جعبه‌دندهٔ آن دارای ۸ دنده بود.
این خودرو مجموعاً در ۱۹ مسابقه شرکت کرد و در این مسابقات تنها ۳ بار سریع‌ترین زمان برای طی یک دور پیست را به نام خود ثبت کرد.